# Nirmal (huyện)
Bản mẫu:Infobox India district

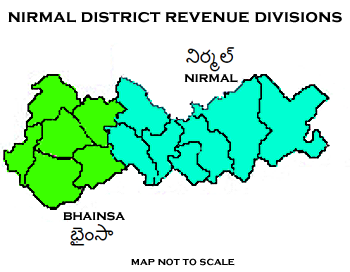
Nirmal District Revenue divisions

Huyện Nirmal là một huyện nằm ở phía Bắc của bang Telangana, Ấn Độ. Nó từng là một phần của huyện Adilabad trước khi được tách ra vào tháng 10 năm 2016.

## Hành chính
Huyện được phân thành 2 phó huyện (Nirmal và Bhainsa) và 19 mandal. Illambarthi is the present collector of the district.
1. Bhainsa
2. Dilawarpur
3. Kaddem
4. Khanapur
5. Kubeer
6. Kuntala
7. Laxmanachanda
8. Lokeshwaram
9. Mamada
10. Mudhole
11. Nirmal
12. Sarangapur
13. Tanoor
14. Basar
15. Soan
16. Pembi
17. Nirmal (Rural)
18. Dasturabad
19. Narsapur